# Nicușor Dan
Nicușor Daniel Dan (Făgăraș, 20 de dezembro de 1969) é um político, matemático e ativista cívico romeno, atualmente servindo como o 6º Presidente da Romênia desde 26 de maio de 2025. Anteriormente, foi prefeito de Bucareste de 2020 a 2025, onde renunciou o cargo para assumir a presidência.
Dan nasceu em Făgăraș, no condado de Brașov, sendo aclamado internacionalmente em sua juventude como matemático, conquistando medalhas de ouro nas Olimpíadas Internacionais de Matemática de 1987 e 1988, e obteve um doutorado na Escola Normal Superior de Paris em 1998. Após retornar à Romênia, Dan fundou a Școala Normală Superioară București, e tornou-se um ativista cívico. Em 2015, ele lançou a União para Salvar Bucareste, defendendo a anticorrupção e a preservação do patrimônio, o que o impulsionou para a política. Um ano depois, ele foi cofundador da União para Salvar a Romênia (USR), mas renunciou ao partido em 2017. Dan atuou na Câmara dos Deputados a partir de 2016, antes de ser eleito o primeiro prefeito independente de Bucareste em 2020 e vencer a reeleição em 2024. Ele se concentra na infraestrutura pública e na transparência, apesar das críticas sobre os atrasos na construção.
Dan concorreu como candidato independente nas eleições presidenciais romenas de 2025 e recebeu 21% dos votos no primeiro turno. Ele enfrentou o fundador da Aliança para a União dos Romenos (AUR), George Simion, no segundo turno, em 18 de maio. A plataforma pró-ocidental utilizada pela campanha de Dan contrasta com a posição nacionalista e eurocética de seu oponente. No segundo turno, ele venceu com 54% dos votos.

## Início de vida e educação
Dan nasceu em Făgăraș, no Condado de Brașov e estudou na Escola de Ensino Médio Radu Negru graduando-se em 1988. Ele conquistou os primeiros lugares nas Olimpíadas Internacionais de Matemática em 1987 e 1988, com pontuações perfeitas. Dan mudou-se para Bucareste aos 18 anos e começou a estudar matemática na Universidade de Bucareste.
Em 1992, ele se mudou para a França para continuar estudando matemática: seguiu os cursos da École Normale Supérieure, uma das mais prestigiadas grandes escolas francesas, onde obteve o título de mestre. Em 1998, Dan concluiu o doutorado em matemática na Universidade de Paris 13, com a tese “Courants de Green et prolongement méromorphe”, escrita sob a direção de Christophe Soulé e Daniel Barsky. Ele retornou a Bucareste naquele ano, dando como motivos as diferenças culturais e o desejo para mudar a Romênia.
Dan foi um dos criadores e o primeiro diretor administrativo da Școala Normală Superioară București, uma universidade criada no modelo da Escola Normal Superior de Paris francesa, dentro do Instituto de Matemática da Academia Romena. Desde 2011, ele era professor de matemática no instituto.

## Ativismo
Em 1998, Dan fundou a Asociația “Tinerii pentru Acțiune Civică” (Associação “Jovens para a Ação Cívica”), para a qual pretendia reunir mil jovens que quisessem mudar a Romênia, que era seu objetivo declarado ao retornar ao país. Apesar de não ter alcançado seus objetivos, a associação organizou dois fóruns para jovens que estudaram no exterior, em 2000 e 2002, dos quais participaram algumas centenas de pessoas. Como resultado desses fóruns, a Associação “Ad Astra” de pesquisadores romenos foi criada em 2000.

### Associação Salve Bucareste
Dan fundou a Asociația “Salvați Bucureștiul” (Associação “Salve Bucareste”) em 2006 como uma reação à demolição de casas do patrimônio arquitetônico e à construção de prédios altos em bairros protegidos de Bucareste, bem como à diminuição do número de áreas verdes em Bucareste.
Em março de 2008, a associação publicou o relatório “Bucareste, um desastre urbanístico”, que discutia os problemas de Bucareste e as formas de superá-los. No mesmo ano, durante as eleições, junto com outras ONGs, a associação elaborou um Pacto por Bucareste, que foi assinado por todos os candidatos a prefeito de Bucareste. No Dia da Mentira de 2012, Dan publicou uma lista de 100 promessas eleitorais feitas pelo prefeito eleito de Bucareste, Sorin Oprescu, que não foram cumpridas, incluindo o “Pacto por Bucareste”
A associação esteve envolvida em muitos processos, vencendo 23 processos contra as autoridades locais de Bucareste. Entre eles está o cancelamento de um projeto que teria construído um parque aquático em 7 hectares do Parque Tineretului, salvando da demolição uma série de edifícios históricos na Șoseaua Kiseleff no. 45, uma estrada importante em Bucareste, Romênia situada no Setor 1, e o cancelamento de um projeto que teria construído um prédio de vidro no topo do Palatul Știrbei na Calea Victoriei.
A associação também conseguiu, em 2009, promover algumas alterações à lei de planeamento urbano.

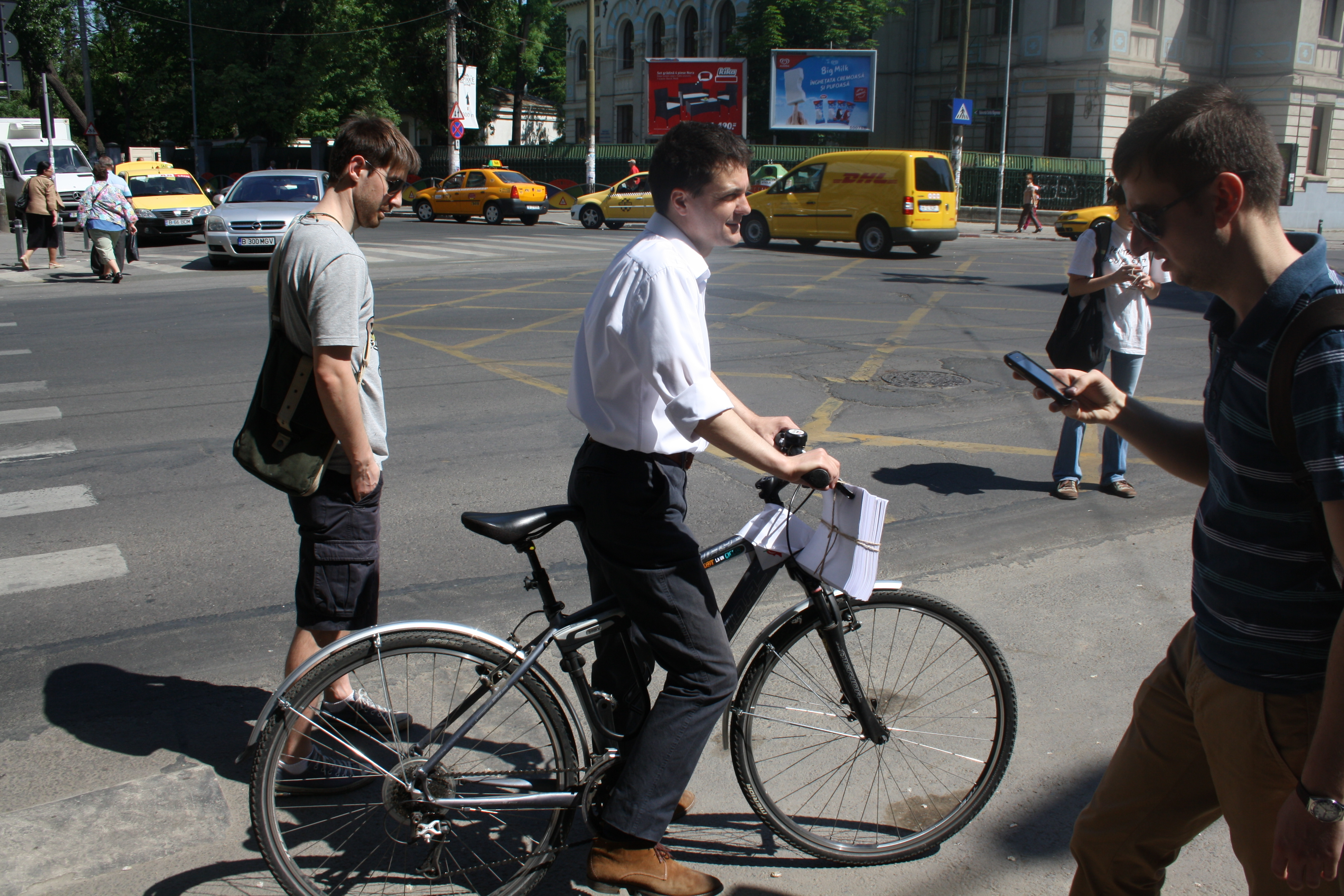
Dan em uma bicicleta durante sua campanha eleitoral para prefeito de Bucareste em 2012

## Início da carreira política

### Eleições locais de 2012
Dan anunciou que seria candidato a prefeito de Bucareste em novembro de 2011 em um café na Arthur Verona Street, com apenas alguns convidados, entre eles Theodor Paleologu, historiador e membro do Parlamento.

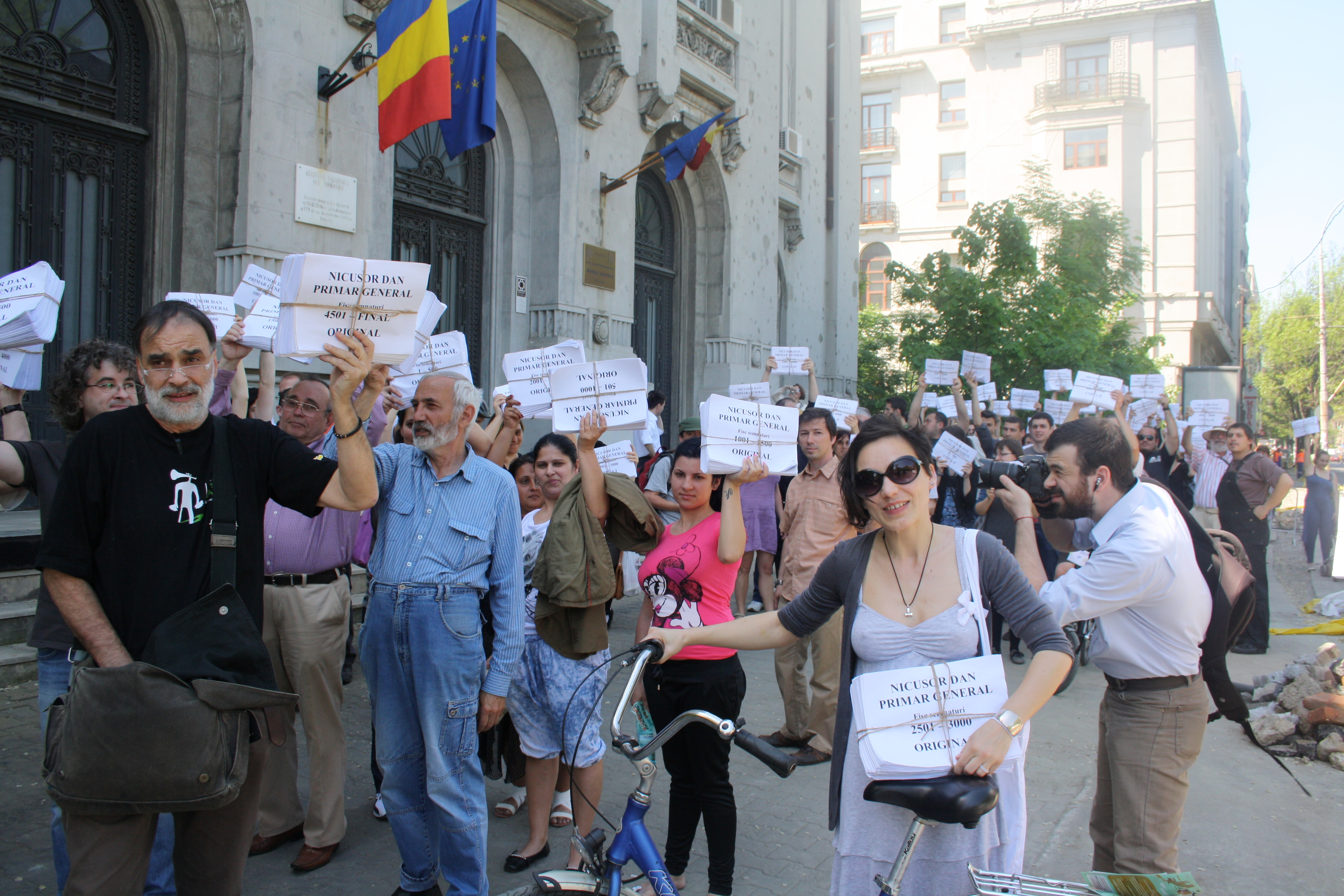
Voluntários da campanha de Dan levando as assinaturas para o Bureau Eleitoral

Para reunir as 36.000 assinaturas necessárias para sua candidatura, sem o apoio de nenhum partido, ele contou com uma rede de voluntários organizada no Facebook. Em 22 de abril, 15 bandas e músicos se apresentaram de forma gratuita no Arenele Romane para a campanha de Dan, a fim de ajudá-lo a coletar as assinaturas. Durante o show, que durou 12 horas, os voluntários obtiveram 4.000 assinaturas.

#### Posições políticas
Entre seus projetos propostos estão a criação de uma infraestrutura de trens leves sobre as linhas ferroviárias existentes em Bucareste, a criação de uma infraestrutura para priorizar o transporte público em relação a outros tipos de tráfego em cruzamentos, a consolidação de edifícios que provavelmente serão afetados por terremotos, a proteção do espaço verde urbano e a remoção de edifícios ilegais dos parques.
Dan argumentou que é importante incentivar os jovens a permanecerem na cidade, tornando-a um centro regional de TI, setores criativos e ensino superior, e atraindo investidores e pessoas qualificadas de toda a região.

#### Apoio e opiniões sobre sua candidatura
Ele recebeu o apoio de Andrei Pleșu, que argumentou que Dan é o único dos candidatos que se interessa pela arquitetura de Bucareste e não apóia nenhuma iniciativa utópica. Ele também recebeu o apoio do cientista político e membro do Parlamento Europeu Cristian Preda.
Dan ganhou o apoio de alguns jornalistas que escreveram sobre ele em artigos de opinião de vários jornais: Andrei Crăciun, do Adevărul, viu nele “um Don Quixote intocado pela banha vulgar das riquezas imerecidas” e “uma pessoa que trabalha contra o sistema”. Florin Negruțiu, editor-chefe do Gândul, achava que ele era um “candidato atípico” para Bucareste, o candidato modelo dos intelectuais; no entanto, o jornalista não via nenhuma chance de Dan se tornar prefeito, porque ele é um candidato “sério demais” e é improvável que atraia as massas. Neculai Constantin Munteanu, da Radio Free Europe, escreveu que apoia Dan por sua maneira altruísta de se preocupar com Bucareste e que seus oponentes são “comediantes”, pelos quais se pode “admirar a impostura, o ridículo e a incompetência”.

### Eleições locais de 2016
Tendo registrado o União para Salvar Bucareste (USB) como um partido político em 2015, Dan concorreu novamente à prefeitura de Bucareste em 2016. Desta vez, as eleições foram realizadas em turno único. Ele obteve 30,52% do total de votos, perdendo para a candidata socialista, Gabriela Firea, que obteve 42,97% do total de votos.
Na eleição, Dan conseguiu atrair o eleitorado jovem, com mais da metade de seus eleitores com menos de 40 anos. Alguns dos candidatos da USB a prefeito do setor também tiveram um bom desempenho em suas respectivas corridas, comprovando a viabilidade da USB como uma futura força política.

### União para Salvar a Romênia
Desejando capitalizar o impulso que o levou a obter um terço dos votos nas eleições locais, Dan anunciou logo após a eleição local de 2016 que a União para Salvar Bucareste mudaria seu nome para União para Salvar a Romênia (USR), mudando seu foco para o cenário nacional. Ele também anunciou planos para que o novo partido participasse das eleições parlamentares daquele ano.
Com Dan no topo da lista de candidatos, o USR obteve 8,92% dos votos na disputa pelo Senado e 8,87% na Câmara dos Deputados, o que o tornou o terceiro maior partido da Romênia. O resultado também significou que Dan se tornou membro da Câmara dos Deputados.

#### Saída da USR
Em 2017, a ONG contrária ao casamento entre pessoas do mesmo sexo Coaliția pentru Familie conseguiu reunir o número necessário de assinaturas para organizar um referendo que mudaria a parte da Constituição romena que trata do casamento, com a esperança de redefini-lo como “entre um homem e uma mulher”. Isso criou um racha dentro da USR, entre a ala progressista, que queria que a USR se tornasse o único partido parlamentar a se opor à iniciativa, e Dan, que acreditava que a USR não deveria se envolver no debate e que o partido deveria permanecer aberto tanto para os progressistas quanto para os conservadores. Seguiu-se um referendo interno no partido, no qual 52,7% dos membros votaram para posicionar o partido contra a iniciativa constitucional, o que levou Dan a renunciar ao partido em 1º de junho de 2017. Como explicação para sua oposição à votação do Conselho Nacional, ele citou questões religiosas, os perigos de se desviar da principal questão do partido, que é a luta contra a corrupção, e sua recusa em pertencer a um partido que se define como um partido de liberdades civis.

### Independente
Após sua renúncia da USR, Dan continuou a servir como membro da Câmara dos Deputados como independente.
Devido a uma peculiaridade na lei eleitoral romena, a USR exigiu sua assinatura quando tentaram registrar legalmente sua aliança com o Partido da Liberdade, Unidade e Solidariedade (PLUS). Para ajudar seu antigo partido, em março de 2019 Dan voltou brevemente à USR como membro comum, deu a assinatura necessária e depois renunciou pela segunda vez.

## Prefeito de Bucareste (2020–2025)

### Eleições locais de 2020
Em maio de 2019, ele anunciou seus planos de concorrer mais uma vez à prefeitura de Bucareste, como independente. Dan mencionou que, embora esperasse que sua candidatura fosse apoiada pelo restante dos partidos de oposição, ele não concorreria contra um candidato comum diferente, não querendo dividir o voto da oposição.
No final, ele foi apoiado pela USR e pelo Partido Nacional Liberal (PNL). Com 95% dos votos apurados, os resultados parciais sugeriram que ele venceu a eleição para prefeito com 42,8% dos votos. Logo depois que as pesquisas de boca-de-urna mostraram que ele havia vencido a corrida, ele anunciou a vitória. Em 5 de outubro de 2020, o Bureau Eleitoral Central confirmou seu status como o novo prefeito de Bucareste, vencendo as eleições com uma pluralidade de 42,81% contra Gabriela Firea (37,97%), a antiga prefeita.

### Eleições locais de 2024
Após a decisão tomada pela aliança governamental entre o Partido Nacional Liberal (PNL) e o Partido Social Democrata (PSD) de realizar as eleições em junho de 2024, Dan concorreu mais uma vez como independente para prefeito, concorrendo à reeleição. Dessa vez, ele foi apoiado pelo mesmo partido USR (União para Salvar a Romênia), e por dois outros partidos menores, o Partido do Movimento Popular (PMP) e o partido A força da Direita (FD), cujo presidente é o ex-líder do PNL Ludovic Orban, que deixou o partido em 2021 após perder a presidência do partido para o então primeiro-ministro Florin Cîțu; os três formaram a Aliança Direita Unida (ADU), uma aliança de oposição oficial à Coalizão Nacional pela Romênia (CNR) formada pelo PSD e PNL. As eleições foram realizadas em 9 de junho de 2024, juntamente com as eleições para o Parlamento Europeu na Romênia, uma medida controversa tomada pela CNR no início daquele ano. Considerada uma disputa acirrada até o último momento, as pesquisas de boca de urna mostravam que o resultado era extremamente favorável a Dan, vencendo com 45% do total de votos. Após a contagem dos votos, Dan foi o vencedor das eleições, com aproximadamente 48% do total de votos, mais do que o dobro dos votos dados à mesma segunda colocada de 2020, Gabriela Firea, que ficou em segundo lugar com 22%, seguida pelo ex-prefeito do Setor 5, Cristian Popescu Piedone (16%) e pelo candidato do PNL e presidente da filial de Bucareste do partido, Sebastian Burduja (7,6%).
Durante seu discurso de vitória, Dan declarou sua intenção de organizar dois referendos para Bucareste, um para centralizar mais poder para o Prefeito Geral de Bucareste em relação às autorizações de construção, um tema muito consistente durante sua campanha, e outro para alocar mais fundos financeiros para o Prefeito Geral em vez de para os prefeitos do Setor. Ambas foram planejadas para ocorrer no mesmo dia das eleições parlamentares, a fim de “reduzir os custos organizacionais de eleições separadas”, de acordo com Dan.

#### Incidente da Piața Unirii
Em 14 de outubro de 2024, por volta da meia-noite, o prefeito do Setor 4, Daniel Băluță (PSD), declarou que a fundação sobre a qual se encontra a Piața Unirii central se tornou um perigo público devido à sua idade e enviou vários trabalhadores da construção civil e agentes da polícia local do Setor 4 ao Parque Unirii para iniciar os procedimentos para a consolidação física da fundação. Depois de saber disso, na manhã do mesmo dia, Dan foi pessoalmente à praça, junto com sua equipe e agentes da polícia local de Bucareste, dizendo aos trabalhadores presentes para interromper o procedimento com base em sua suposta ilegalidade devido à falta de licenças. Foi alegado que o prefeito do setor não esperou para obter todas as licenças de construção para prosseguir com o trabalho na fundação, incluindo permissões da Metrorex e da Apa Nova (instituição de administração de água e esgoto de Bucareste envolvida devido ao fato de que o Dâmbovița passa pelo centro da Piața Unirii) e foi alegado que o prefeito do setor pretendia apressar o trabalho para desviar os fundos alocados para eles.
Assim que Dan e sua equipe apareceram no local das obras, agentes da polícia local do Setor 4, incluindo seu diretor, Cristian Pîslă, que posteriormente foi suspeito de corrupção, não permitiram a entrada da equipe no local desencadeando uma pequena briga em que as multidões se empurraram. Depois disso, Pîslă ligou para o 112, acusando o prefeito de incitação a violência. O próprio Dan ligou para a Polícia Nacional e, depois de algumas trocas de mensagens, deixou o parque para buscar alguns documentos que atestavam que a Prefeitura de Bucareste tinha o total direito de investigar a construção, pois era sua propriedade, e não do Setor 4. Ao retornar com os documentos e algumas escavadeiras, Dan estava pronto para derrubar as cercas ao redor do local e desmontar as obras. A polícia local do Setor 4 bloqueou novamente a entrada das escavadeiras com alguns agentes proferindo insultos e sendo fisicamente agressivos com os operadores das escavadeiras, o que foi visto pelo grande público de Bucareste como prova de que os agentes eram membros do Clanul Sportivilor do Setor 4, uma organização da máfia romena que opera principalmente na parte sul de Bucareste e que há muito tempo era suspeita de trabalhar com o próprio Daniel Băluță. Segundo relatos, duas pessoas ficaram feridas no caos, mas esses relatos foram amplamente ignorados, pois foram considerados falsos para atribuir a culpa a Dan.
Por fim, Daniel Băluță cedeu e disse aos trabalhadores da construção civil e aos agentes da polícia para se retirarem. O canteiro de obras foi desmontado no dia seguinte e Dan iniciou uma investigação sobre os procedimentos. Posteriormente, começou a falar novamente sobre o referendo para restringir a autoridade dos prefeitos do setor e centralizar mais poder no prefeito de Bucareste, uma promessa feita após sua reeleição nas eleições locais, e disse que o Conselho Geral da Prefeitura de Bucareste se reunirá em 21 de outubro para anunciar a data posterior do referendo.

## Presidência (2025–presente)
Após o incidente da Piața Unirii, Dan passou a ser visto de forma ainda mais positiva pela população de Bucareste, sendo considerado um baluarte contra a corrupção generalizada do país e o único a opor-se eficazmente à coligação PSD-PNL. Isso gerou especulações sobre uma possível candidatura presidencial nas próximas eleições. Em 16 de dezembro, Dan anunciou sua candidatura para a eleição presidencial romena de 2025, logo após a anulação das eleições de 2024 devido à acusações de interferência russa em favor do vencedor do primeiro turno, o candidato independente Călin Georgescu.
Seu anúncio foi uma surpresa para muitos, pois ele já havia expressado sua intenção de servir pelo menos mais um mandato como prefeito de Bucareste antes das eleições, declarando que “precisaria de pelo menos dois ou três mandatos para fazer tudo certo em Bucareste”. Essa mudança de planos também levou a um desentendimento com Elena Lasconi, ex-apoiadora de Dan, que ficou em segundo lugar no primeiro turno das eleições anuladas de 2024. Acredita-se amplamente que Lasconi e Dan apelam para uma demografia de eleitores semelhante, sendo que ambos têm como alvo os campos liberal, progressista, moderado, pró-europeu e anti-PSD/anti-PNL. Como resultado, suas candidaturas simultâneas podem ter dividido essa base de eleitores. O Tribunal Constitucional validou a sua candidatura a 16 de Março juntamente com as de George Simion e Victor Ponta. Em 22 de março, um sorteio aleatório colocou Dan no final da lista de candidatos na votação.
Dan ficou em segundo lugar no primeiro turno das eleições, em 4 de maio, com 20,99% dos votos. No dia 18 de maio, ele enfrentou George Simion em um segundo turno, ganhando a presidência.

## Vida pessoal
Dan mora com sua parceira de longa data, Mirabela, uma executiva da Renault. Eles tiveram uma filha em maio de 2016 e um filho em maio de 2022.